# Lorenz Jensen
Lorenz Jensen (* 11. September 1883 in Bækken, Kirchspiel Rinkenis, Kreis Appenrade; † 21. Oktober 1961 in Rendsburg) war ein deutscher Diplomat.

## Leben
Lorenz Jensen lernte bei Eugen Mittwoch und dem ersten amharischen Lektor an der Universität Berlin, Aläqa Tayye, Amharisch und wurde 1909 diplomatischer Dragoman an der neueröffneten deutschen Legation in Äthiopien. Er war 1910 der erste Leiter des Vizekonsulats in Harar. Im Nachlass von Jensen fand sich eine Fotografie vom Mai 1914, von der Krönung von Ras Mika'el, einem Oromo-Fürsten in Dässé in Wollo, der damals zum König von ganz Nordäthiopien eingesetzt wurde. Zuvor war diese Fotografie in der historischen Wissenschaft unbekannt und löste 2001 zunächst eine äthiopische Historikerkontroverse aus, da sie ihn mit der Kaiserkrone zeigt, die er gegen die äthiopischen Traditionen für seine eigene Krönung verwendete. Negus Mika'el war der Vater des äthiopischen Herrschers Iyasu V. Mika'el hieß vor seiner Konversion zum Christentum (1878) Imam Mohammed Ali, war mit einer Tochter von Menelik II. verheiratet und schrieb anlässlich seiner Krönung: „Ich grüße Sie, heute habe ich mir die Krone von Wollo und Tigre aufgesetzt, deshalb bin ich sehr glücklich und ich habe die Ehre Sie von meiner Freude zu informieren King Mikhail.“
1915 war Jensen der Vertreter des Deutschen Reichs am Hof von Negus Mika'el in Wollo. Ein Ziel von Jensens diplomatischer Mission während des Ersten Weltkrieges war es, die Herrscher Äthiopiens zu Gunsten der Mittelmächte zu beeinflussen. Als Folge seiner Bemühungen gab es militärische Vorbereitungen in Wollo und bald verhandelte er auch mit dem Mullah von Somalia. 1916 wurde gegen Iyasu V. in Äthiopien revoltiert. Die christliche Elite unterstützte Ras Täfäri als neuen Regenten, unter der weitgehend nominellen Herrschaft der neuen Kaiserin Zäwditu. Als Folge der Revolte wurde das Personal der Botschaft des Deutschen Reichs, welches enge Beziehungen zu Lej Iyasu pflegte, interniert, darunter auch Jensen. Nach Ende des Ersten Weltkrieges wurden den Deutschen wieder ihre Bewegungsfreiheit zurückgegeben, und Jensen war zuletzt der höchste Vertreter Deutschlands in Äthiopien, als deutscher Geschäftsträger der Legation. 1921 verließ er das Land. Spätere diplomatische Posten waren in Tiflis, Georgien, und der Türkei.
Jensen war bis 1945 im Außenministerium des Deutschen Reichs beschäftigt. Jensen heiratete Grete Pahl, die ihn überlebte.

## Veröffentlichungen
- Aus den Erinnerungen von Konsul Lorenz Jensen - 13 Jahre in Addis Abeba. In: Rendsburger Tagespost. Rendsburg, 15. April 1954
- Wolbert Smidt: Jensen, Lorenz in: Biographisches Lexikon für Schleswig-Holstein und Lübeck, Band 12, Neumünster 2006, S. 232–235
- Wolbert G. C. Smidt: The coronation of nägus Mikael in Desse in May 1914: a photograph from the Nachlass Jensen and its historical background. In: Annales d'Ethiopie. Band XVII, Année 2001